# Wynalazek Walca
Wynalazek Walca (ros. Izobrietienije Walsa) – składająca się z trzech aktów tragikomedia Vladimira Nabokova, napisana w 1938 i opublikowana w Paryżu w czasopiśmie „Russkije Zapiski” tego samego roku. Wtedy również ukazało się pierwsze anglojęzyczne wydanie sztuki, w tłumaczeniu samego autora. W 1966 ukazał się drugi przekład na angielski, którego dokonał Dmitri Nabokov, syn pisarza. Przekład ten zawierał liczne poprawki autora.
Po polsku sztuka ukazała się w czasopiśmie teatralnym „Dialog” w 1980 w przekładzie Piotra Niklewicza.
Akcja sztuki dzieje się w nienazwanym państwie około roku 1935. Utwór jest historią rządów Salwadora Walca, który pragnie uratować świat dzięki swojemu wynalazkowi – broni umożliwiającej dokonanie ogromnego wybuchu na nieograniczoną odległość. Akcja pełna jest drobnych dziur i nieścisłości, podważających stopniowo jej realność i sugerujących, że jest ona tylko zapisem majaków szaleńca.

## Treść
AKT I Do ministra wojny fikcyjnego kraju zgłasza się wynalazca Salwador Walc. Twierdzi on, że wynalazł urządzenie umożliwiające niszczenie w dowolnym czasie i miejscu miast, gór, a nawet całych państw. Minister uznaje go za szaleńca i odmawia rozmowy. Jednak kiedy widoczna z okna ministra góra wybucha w czasie dokładnie przewidzianym przez Walca (dwunasta w południe), wynalazca zostaje ponownie wezwany. Wyjaśnia, że detonacja była rzeczywiście prezentacją jego broni. Minister wojny i jego doradca decydują się na zebranie komisji, która ma zdecydować o dalszych losach wynalazku.
AKT II Odbywa się zebranie komisji generałów, którzy, jako że kolejne próby udowodniły skuteczność wynalazku Walca, decydują się na zakup aparatu. Jednak Walc odmawia przyjęcia pieniędzy. Pragnie, dzięki swojemu urządzeniu, naprawić świat. Córka jednego z generałów, Annabella, jest zaniepokojona złymi snami, które dręczą Walca, jednak on odpiera te zarzuty i zostaje wybrany władcą.
AKT III Walc staje się coraz bardziej znudzony i zmęczony codziennością rządzenia. Inne państwa nie chciały uznać jego władzy, zagraniczny agent próbował dokonać zamachu na jego życie. W odwecie Walc wysadził w powietrze miasto Santa Morgana. Pragnąc odpocząć od naprawiania świata Walc postanawia udać się na odległą wyspę, skąd mógłby raz na jakiś czas doglądać działań rządu. Towarzyszyć mu podczas luksusowego odpoczynku miałyby najpiękniejsze kobiety świata, tworzące jego harem. Wybierając towarzyszki przypomina sobie o Annabelli i postanawia zdobyć ją za wszelką cenę. Jednak jej ojciec nie chce zdradzić miejsca jej ukrycia i nie reaguje na pogróżki Walca, włącznie z groźbą zniszczenia całego świata. Okazuje się, że nigdy nie było żadnej cudownej broni, a wszystko co zdarzyło się od czasu rozmowy z ministrem wojny było tylko wytworem wyobraźni Walca. Powtarza się scena z początku sztuki – Walc zbliża się do biurka ministra wojny, wysadzona góra wciąż istnieje, ponawia się odmowa ministra wojny, Walc zostaje wyprowadzony za drzwi i trafia do zakładu dla obłąkanych.